# Васильченко Олександр Григорович
Олександр Григорович Васильченко  (23 листопада 1911 — 8 листопада 1960) — радянський льотчик-випробувач, Герой Радянського Союзу (1957). Заслужений льотчик-випробувач СРСР (1960).

## Життєпис
Народився 23 листопада 1911 року в селі Стара Безгинка (нині Новооскольський район Білгородської області РФ) у селянській родині. Українець. Закінчив Білгородський індустріальний технікум і перший курс Київського хімічно-індустріального інституту.
У РСЧА з 1933 року. Закінчив Харківську військову авіаційну школу льотчиків і льотнабів в 1936 році.
Брав участь у радянсько-фінській війні та Німецько-радянській війні з червня 1941 року.
З 1943 року на льотно-випробувальній роботі.
Загинув 8 листопада 1960 року при виконанні службових обов'язків.

## Звання, нагороди та вшанування пам'яті
1 травня 1957 року Васильченку Олександру Григоровичу присвоєно звання Герой Радянського Союзу.
Також нагороджений:
- 2-ма орденами Леніна
- орденом Червоного прапора
- орденом Вітчизняної війни 1 ступеня
- 4-ма орденами Червоної Зірки

Ім'ям О. Г. Васильченка названо одне із утворень на зворотній стороні місяця і вулиця у місті Новий Оскол. У рідному селі йому також був встановлено погруддя.